# Palacio de Deportes de Cartagena
El Palacio de Deportes de Cartagena es una instalación deportiva del municipio de Cartagena, España. Es la sede del equipo de fútbol sala Jimbee Cartagena, de Primera División y del equipo de baloncesto  ODILO FC Cartagena CB de Primera FEB.

## Eventos
- Se disputan partidos de Primera División de fútbol sala.
- Se disputan partidos de Primera FEB de baloncesto.
- Se disputó el XX IFAGG World Championship de Gimnasia estética de grupo del 17 al 19 de mayo de 2019.
- XIV Copa del Rey de Hockey Línea y Copa de la Reina de Hockey línea 29 y 30 de enero de 2022.
- Se disputó la XXXV Copa de España de fútbol sala del 21 al 24 de marzo de 2024.[1][2]

- Se disputó la Élite Round de la Liga de Campeones de la UEFA de fútbol sala del 27 al 30 de noviembre de 2024.[3]

- Se disputó la Supercopa de España de fútbol sala del 18 al 19 de enero de 2025.[4]
- Se disputó la Copa de la Reina de fútbol sala del 2 al 4 de mayo de 2025.
- Se disputó la Final Four de la  Copa del Rey de fútbol sala del 17 al 18 de mayo de 2025.

## Datos
- Pista Polideportiva Interior principal con un aforo de 5162 para baloncesto, incluidas (prensa, palco de autoridades, zonas de movilidad reducida y sillas de pista VIP), 5007 para fútbol sala y hasta 6282 en configuración eventos, convenciones y congresos. 

Récord de asistencia de público a un partido de baloncesto en Cartagena. 4731

https://commons.wikimedia.org/wiki/File:Palacio_de_Deportes_Cartagena_PlayOff_de_Ascenso_a_ACB.jpg
- Pista Polideportiva Interior Auxiliar con aforo para 324 espectadores. 
- 3 vasos de natación (chapoteo, aprendizaje 12m y competición 25m) con aforo para 231 espectadores.
- Amplia zona de aparcamiento